# 폴젤라

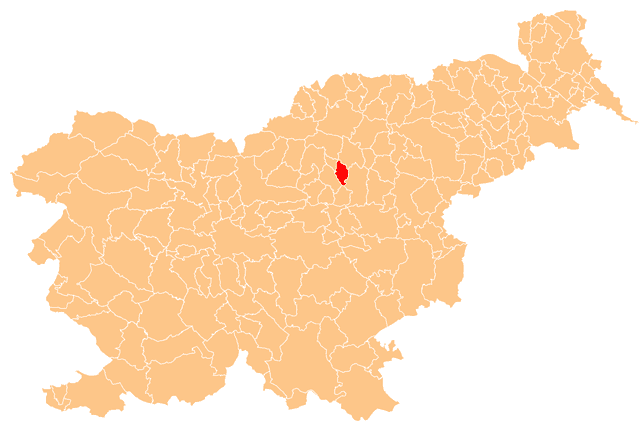
폴젤라의 위치

폴젤라(슬로베니아어: Polzela)는 슬로베니아 중부에 위치한 도시로 면적은 34km2, 인구는 5,654명(2008년 기준), 인구 밀도는 166.29명/km2이다. 전통적으로는 슈타예르스카 지역에 속한다.